# Tracy (Californië)
Tracy is een plaats (city) in de Amerikaanse staat Californië, en valt bestuurlijk gezien onder San Joaquin County.

## Demografie
Bij de volkstelling in 2000 werd het aantal inwoners vastgesteld op 56.929.
In 2006 is het aantal inwoners door het United States Census Bureau geschat op 80.308, een stijging van 23379 (41,1%).

## Geografie
Volgens het United States Census Bureau beslaat de plaats een oppervlakte van
54,4 km², geheel bestaande uit land. Tracy ligt op ongeveer 24 m boven zeeniveau.

## Plaatsen in de nabije omgeving
De onderstaande figuur toont nabijgelegen plaatsen in een straal van 24 km rond Tracy.